# Yoon Suk-yeol
Yoon Suk-yeol (coreano: 윤석열; Seodaemun, 18 de diciembre de 1960) es un abogado y político surcoreano que ejerció como Presidente de Corea del Sur desde el 10 de mayo de 2022 hasta su destitución el 4 de abril de 2025. Anteriormente se desempeñó como fiscal general de Corea del Sur de 2019 a 2021.
Su presidencia ha estado marcada por una drástica caída en su popularidad, un Gobierno disfuncional y un bloqueo legislativo constante. Su política exterior ha sido descrita como agresiva hacia Corea del Norte y más amigable con Japón que la de los presidentes surcoreanos anteriores. En las elecciones parlamentarias de 2024, el Partido del Poder Popular sufrió una derrota electoral, lo que debilitó su poder político. Bajo su mandato, Corea del Sur ha experimentado un retroceso democrático y un giro hacia el autoritarismo.
El 3 de diciembre de 2024, el presidente Yoon proclamó sin previo aviso la ley marcial en Corea del Sur, como medida de represalia ante supuestas «actividades antiestatales» por parte de «fuerzas comunistas» que Yoon relacionó con una intromisión norcoreana. Esta ley marcial fue acatada por el Ejército, pero rechazada por la Asamblea Nacional, la cual votó por mayoría absoluta su derogación. Tras unas horas en vigor, Yoon decidió revocarla tras una reunión con su gabinete. Dicha decisión habría convertido a Corea del Sur en una dictadura de facto.  
Yoon fue suspendido de sus poderes presidenciales luego de la aprobación de un juicio político por parte de la Asamblea Nacional el 14 de diciembre de 2024. El 31 de diciembre de 2024, Yoon se convirtió en el primer presidente en la historia surcoreana que recibió una orden de arresto y el 15 de enero de 2025 en el primer presidente en ser detenido. El 4 de abril de 2025, la Corte Constitucional confirmó el juicio político, por lo que fue destituido del cargo de manera permanente.

## Biografía
Nació en Yeonhui-dong, distrito de Seodaemun-gu, Seúl en 1960. Su padre, Yoon Ki-joong, fue educador graduado de la Universidad Yonsei y la Universidad Hitotsubashi. Su madre nació en Gangneung y fue profesora en la Universidad de Mujeres Ewha. Estudió en la escuela secundaria Chungam y estudió derecho en la Universidad Nacional de Seúl.

## Carrera fiscal
Yoon comenzó su carrera en la Fiscalía de Daegu en 1994. Dirigió la Rama Especial y el Departamento Central de Investigación, que investigan casos relacionados con la corrupción. En 1999, arrestó al asistente del comisionado Park Hui-won, quien estaba involucrado en un caso de corrupción, a pesar de las fuertes objeciones de los burócratas en el gabinete de Kim Dae-jung.
En enero de 2002, Yoon trabajó brevemente como abogado en el bufete Bae, Kim & Lee, pero renunció. A su regreso como fiscal, procesó a figuras pro Roh Moo-hyun, Ahn Hee-jung y Kang Keum-won. En 2006, detuvo a Chung Mong-koo por su complicidad en un caso de fondos ilícitos en Hyundai Motor Company. En 2008, trabajó para el equipo de abogados independientes resolviendo el incidente de BBK relacionado con el presidente Lee Myung-bak.
En 2013, Yoon dirigió un equipo de investigación especial que examinó la participación del Servicio de Inteligencia Nacional (NIS) en el escándalo de manipulación de la opinión pública de NIS de 2012. Yoon buscó el enjuiciamiento del exjefe del NIS, Won Sei-hoon por violar la Ley de Elecciones de Funcionarios Públicos. Acusó al ministro de Justicia, Hwang Kyo-ahn, de influir en su investigación. Como resultado, fue degradado de la fiscalía de Seúl a la Fiscalía Superior de Daegu y Daejeon.
Más tarde, Yoon se convirtió en jefe de investigaciones en el equipo de fiscal especial de Park Young-soo, que investigó las acusaciones relacionadas con el escándalo de Choi Soon-sil de 2016 que involucró a Choi, el vicepresidente de Samsung, Lee Jae-yong y la entonces presidenta Park Geun-hye, que condujo al juicio político de la presidente en diciembre de 2016.
El 19 de mayo de 2017, el recién elegido presidente Moon Jae-in nombró a Yoon como jefe de la Fiscalía del Distrito Central de Seúl. La fiscalía acusó a dos expresidentes Lee Myung-bak y Park Geun-hye, tres exjefes de NIS, el expresidente del Tribunal Supremo Yang Sung-tae y más de 100 otros exfuncionarios y ejecutivos comerciales bajo su mandato. Yoon también dirigió una investigación sobre fraude contable en Samsung.

### Fiscal general
El 17 de junio de 2019, Yoon fue nominado como fiscal general, en sustitución de Moon Moo-il. Su nominación fue bien recibida por el gobernante Partido Demócrata y el Partido por la Democracia y la Paz, pero se opuso el Partido Libertad de Corea y el Partido Bareunmirae, el Partido de la Justicia de centroizquierda se mantuvo neutral. El 16 de julio fue designado oficialmente como nuevo fiscal general e inició su mandato 9 días después. El presidente Moon le ordenó ser neutral, agregando que cualquier tipo de corrupción debe ser investigada estrictamente aunque esté relacionada con el gobierno.
Yoon dirigió investigaciones contra el ministro de Justicia, Cho Kuk, quien estuvo involucrado en varios escándalos. Su decisión de enjuiciar fue bien recibida por la oposición, pero fue condenada por el Partido Demócrata y sus aliados.
Después de que Choo Mi-ae fuera nombrada nueva ministra de Justicia, tomó una acción contra varios fiscales cercanos a Yoon. Choo atribuyó su decisión al hecho de que no presentó un plan de reorganización para su departamento, que ella solicitó, pero la Casa Azul lo vio como una represalia por el enjuiciamiento de Cho Kuk.
En abril de 2020, los legisladores del Partido Demócrata atacaron nuevamente a Yoon y le pidieron que renunciara cuando la fiscalía inició investigaciones sobre casos de violación de la ley electoral que involucraban a políticos gobernantes y de oposición.

#### Suspensión, reinstalación y renuncia
El 24 de noviembre de 2020, la ministra de Justicia, Choo Mi-ae, suspendió a Yoon de su cargo, citando presuntas violaciones éticas, abuso de poder e interferencia en las investigaciones de sus asociados y familiares. Yoon presentó una orden judicial en contra de la orden de suspensión de la ministra, que fue aprobada por el Tribunal Administrativo de Seúl el 1 de diciembre, deteniendo temporalmente la suspensión.
El 16 de diciembre, el Ministerio de Justicia impuso una suspensión de dos meses a Yoon, aceptando cuatro de los seis cargos principales por medidas disciplinarias. Posteriormente, la decisión fue aprobada por el presidente Moon. Sin embargo, el 24 de diciembre, luego de una orden judicial presentada en el Tribunal Administrativo de Seúl, la suspensión fue anulada cuando el tribunal aceptó la afirmación de Yoon de que el proceso para suspenderlo era injusto. El 4 de marzo de 2021, Yoon presentó su renuncia, que fue aceptada por el presidente Moon.

## Carrera política

### Candidatura presidencial
Yoon fue considerado un candidato presidencial potencial para las elecciones presidenciales de 2022 desde el escándalo del ministro de justicia, Cho Kuk, apareciendo como un candidato importante en las encuestas de opinión de las elecciones generales desde enero de 2020. En una encuesta de enero de 2021 que incluyó Todos los posibles candidatos presidenciales, Yoon lideró como el más favorecido con el 30,4% los votos, más que los apoyos individuales para los líderes del gobernante Partido Demócrata, Lee Jae-myung y Lee Nak-yeon.
El 29 de junio de 2021, Yoon anunció oficialmente su candidatura en las elecciones presidenciales de 2022. El 12 de julio se inscribió en la Comisión Nacional Electoral como candidato independiente.

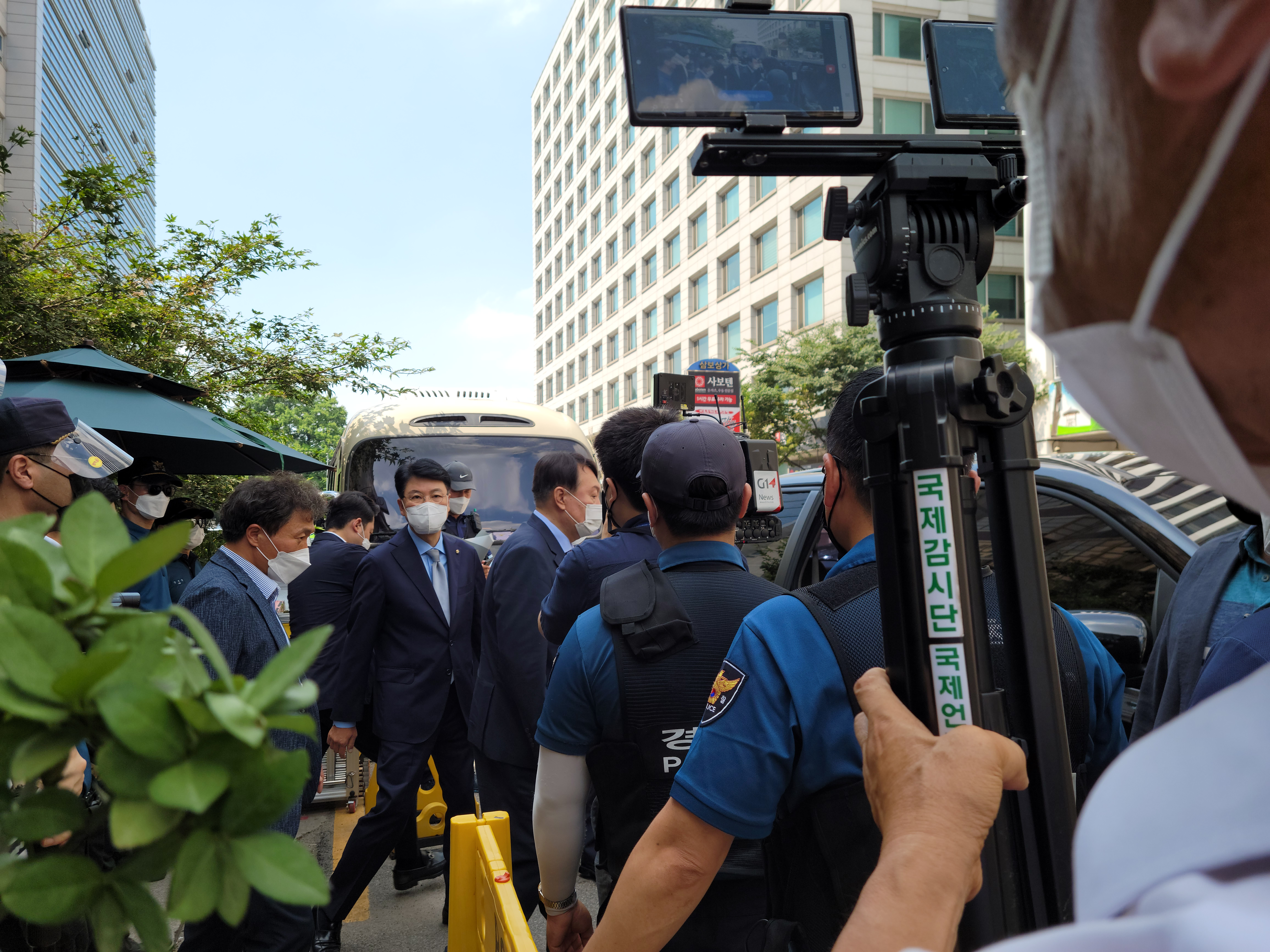
Yoon Suk-yeol en la sede del Partido del Poder Popular (PPP) poco después de unirse al partido el 30 de julio de 2021

El 30 de julio de 2021, Yoon se unió oficialmente al conservador, Partido del Poder Popular, principal partido de oposición del gobierno de Moon Jae-in. Antes de esto, Yoon había sido un político independiente, aunque su apoyo popular provenía principalmente de los conservadores. Yoon fue recibido en el PPP por Choi Jae-hyung, un compañero candidato presidencial de 2022, en una pequeña ceremonia pública en la sede del PPP ubicada en Yeouido, Seúl. La ceremonia de bienvenida de Yoon al Partido del Poder Popular no incluyó notablemente al líder del partido recientemente elegido Lee Jun-seok, quien había estado fuera de Seúl en ese momento.
El 5 de noviembre de 2021, Yoon ganó oficialmente la nominación del Partido del Poder Popular para las elecciones presidenciales de 2022. La nominación resultó de un período de cuatro días de votación por parte de los miembros del partido y el público en general. Yoon Suk-yeol obtuvo el 47,85%, un total de 347,963 votos.
Yoon ganó las elecciones presidenciales que tuvieron lugar el 9 de marzo de 2022, por una diferencia de 247,077 votos, con el candidato del Partido Demócrata, Lee Jae-myung, el cual reconoció la derrota en las primeras horas del día siguiente.

## Presidencia

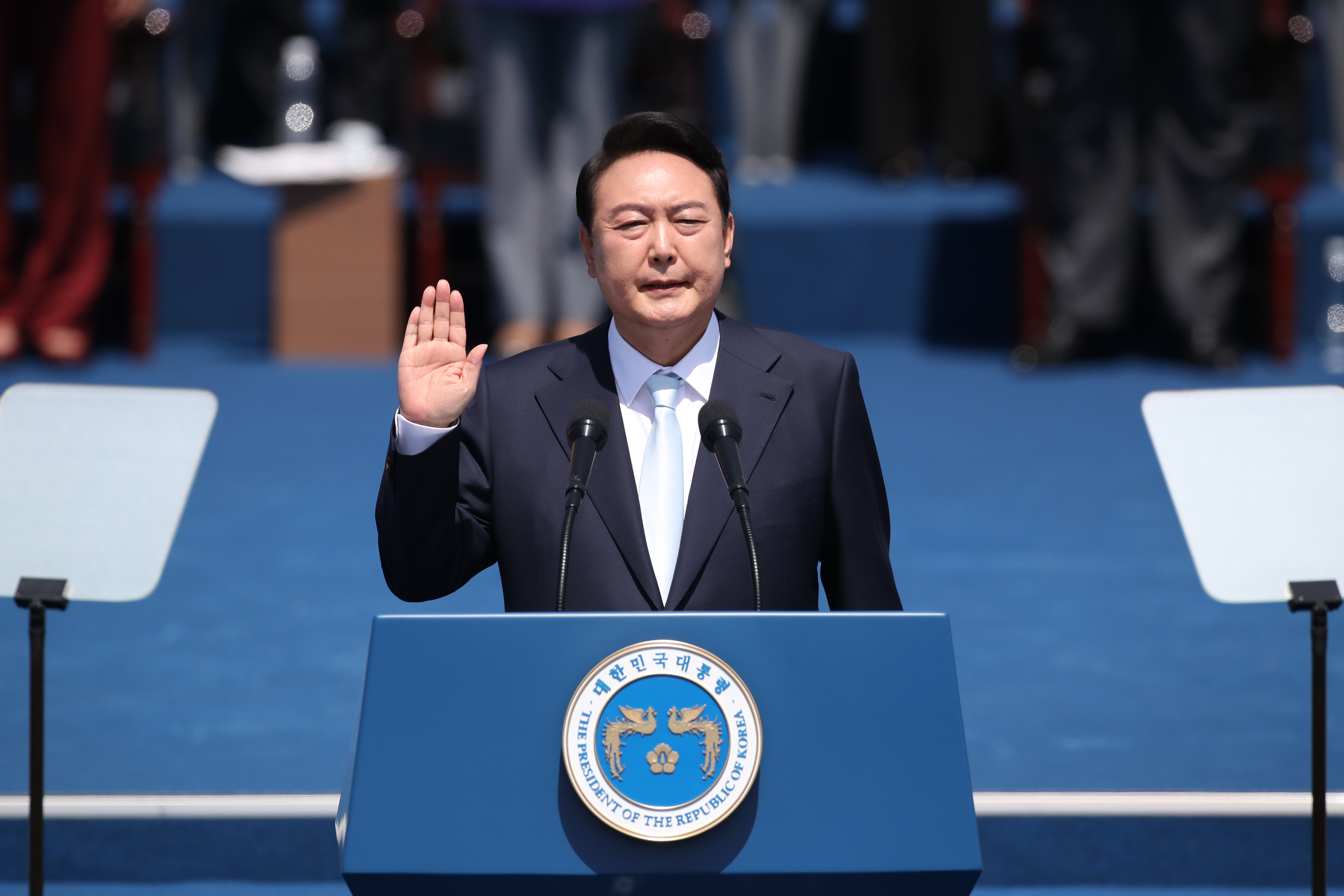
Yoon prestando juramento presidencial fuera de la Asamblea Nacional, 10 de mayo de 2022

El 20 de marzo de 2022, anunció que establecería su oficina presidencial en el edificio del Ministerio de Defensa Nacional en el distrito de Yongsan, Seúl, en lugar de la Casa Azul, que sería abierta al público como parque, esto marcó el final de la Casa Azul como la oficina presidencial oficial y residencia después de 74 años. El 10 de mayo de 2022, Yoon asumió el cargo oficialmete de Presidente de la República de Corea.

### Política interior

#### Política económica
En 2023, Yoon intentó aumentar las horas de trabajo semanales máximas de Corea del Sur de 52 a 69. Sin embargo, la reacción generalizada, especialmente de los jóvenes, lo llevó a ordenar a las agencias gubernamentales que reconsideraran el plan.

#### Protestas de Policías en 2022
Durante la presidencia de Yoon, a fines de julio de 2022, se propuso la creación de una oficina de policial, con el fin de garantizar una mayor supervisión gubernamental de la fuerza policial. En respuesta, varios oficiales de policía protestaron, alegando que la medida era una medida dictatorial para comprometer la neutralidad política de la policía.
En respuesta a las protestas, Lee Sang-min, ministro del Interior de Yoon, las comparó con el Golpe de Estado del 12 de diciembre de 1979, aunque luego se retractó de los comentarios. El propio Yoon también criticó las protestas y calificándola de violación grave de la disciplina policial.
Tras las protestas, la oficina presidencial amenazó con castigar a los agentes de policía. Las declaraciones adicionales del Comisionado General de la Agencia Nacional de Policía, Yoon Hee-keun, elegido por el presidente Yoon, sugiriendo que la policía debería centrarse en los salarios en lugar del establecimiento de una oficina de policía, inflamaron aún más las tensiones.

#### Estampida de Halloween de Seúl
En la noche del 29 de octubre de 2022, se produjo una estampida humana durante las festividades de Halloween en el barrio de Itaewon de Seúl. Al menos 159 personas murieron y otras 196 resultaron heridas. Las víctimas eran en su mayoría jóvenes adultos. El gobierno de Yoon declaró el estado de luto nacional oficial.
Fue el desastre más mortífero en Corea del Sur desde el naufragio del Sewol en 2014, en el que murieron más de 300 personas y el mayor evento de víctimas masivas en Seúl desde el derrumbe de los grandes almacenes Sampoong en 1995, en el que murieron 502 personas y 937 resultaron heridas. Es la estampida humana más mortífera en el país, superando al incidente de 1959 en el Estadio Municipal de Pusan en el que 67 personas murieron aplastadas.

#### Ley marcial
El 3 de diciembre de 2024, Yoon proclamó sin previo aviso la ley marcial en todo el país, como medida de represalia ante supuestas «actividades antiestatales» de «fuerzas comunistas» que Yoon relacionó con una intromisión norcoreana. Sin embargo, los críticos señalan que el verdadero objetivo era bloquear investigaciones por corrupción contra él y su esposa Kim Keon-hee, además de intentar superar un bloqueo legislativo respecto al presupuesto nacional. 
El decreto militar fue publicado de inmediato, estipulando la prohibición, entre otras, de las actividades políticas, incluidas las de la Asamblea Nacional.
Esta ley marcial fue acatada por una parte minoritaria del Ejército, pero rechazada por la gran mayoría así como por la Asamblea Nacional, la cual votó por mayoría absoluta su derogación. Fue la primera vez desde la dictadura militar de Chun Doo-hwan, en 1980, que se decreta una ley marcial en Corea del Sur.Tras unas horas en vigor, Yoon decidió revocarla tras una reunión con su gabinete. La oposición procedió a anunciar la presentación de una moción de censura en su contra.

#### Orden de arresto y enfrentamiento político
Yoon fue citado tres veces por la Oficina de Investigación de la Corrupción de Funcionarios de Alto Rango (CIO) para ser interrogado los días 18, 25 y 29 de diciembre por su declaración de la ley marcial. Se negó a asistir a ninguna de las citaciones.
El 31 de diciembre, la Corte del Distrito Oeste de Seúl emitió una orden de arresto contra Yoon con cargos relacionados con el abuso de poder y la orquestación de la crisis de la ley marcial de Corea del Sur de 2024. Yoon se encerró en la residencia presidencial donde cientos de sus partidarios se reunieron y participaron en enfrentamientos con la policía y los opositores de Yoon. El 1 de enero de 2025, emitió una declaración a sus partidarios en la que se comprometía a "luchar junto a ustedes hasta el final para proteger a esta nación". El 3 de enero, las autoridades intentaron ejecutar la orden en el complejo presidencial, pero abandonaron el intento tras ser bloqueados físicamente por el Servicio de Seguridad Presidencial. Después de que la orden expirara el 6 de enero, la Corte del Distrito Oeste de Seúl la extendió al día siguiente.
El 15 de enero, Yoon fue arrestado por la policía y el CIO, convirtiéndose en el primer presidente surcoreano en funciones en ser arrestado.
El 17 de mayo de 2025, Yoon anunció su salida del Partido del Poder Popular y pidió el apoyo de la ciudadanía surcoreana para el candidato Kim Moon-soo en las elecciones presidenciales extraordinarias de Corea del Sur, a llevarse a cabo el 3 de junio de ese año.

### Política exterior

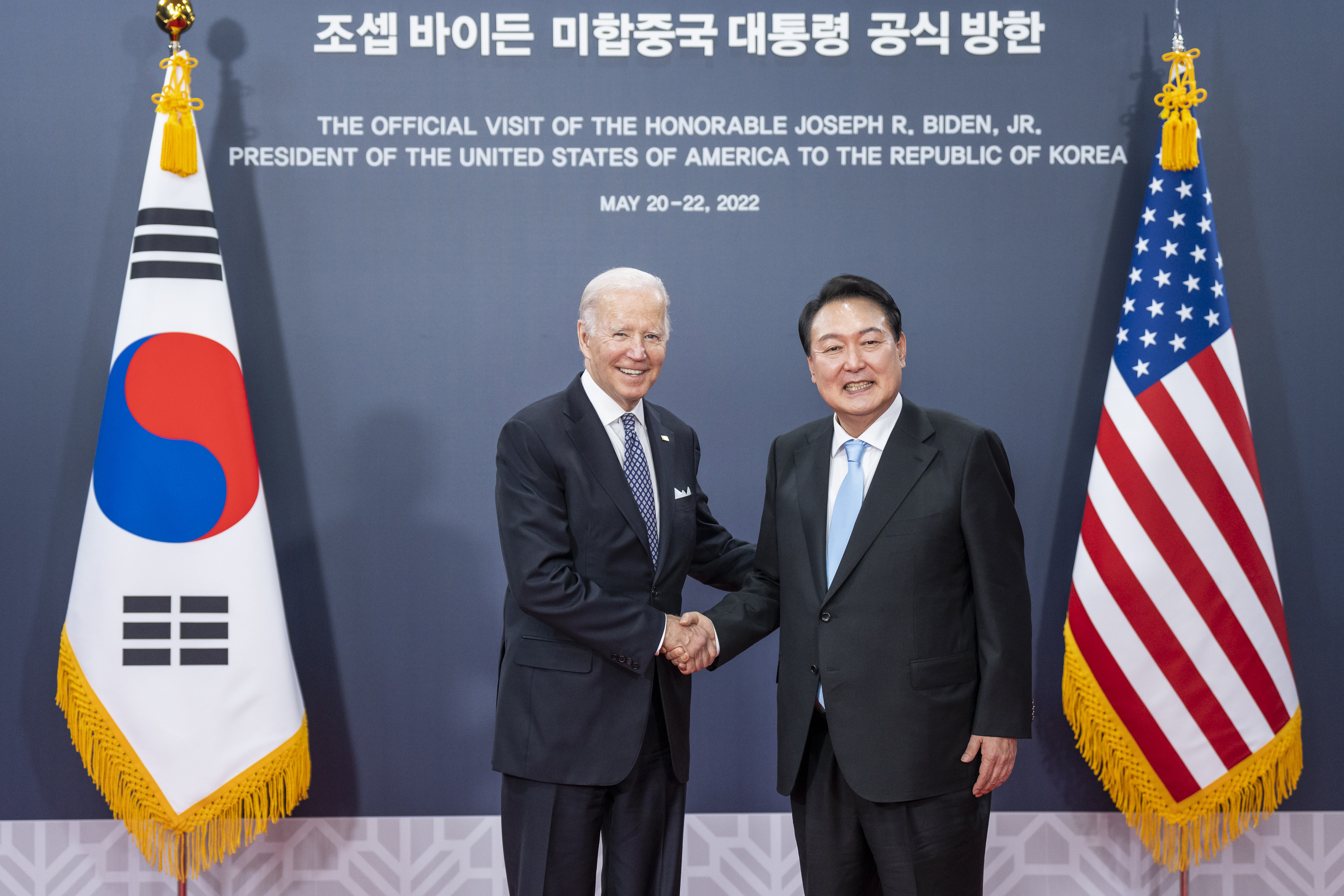
Yoon con el presidente de los Estados Unidos, Joe Biden, en la residencia presidencial en Seúl, el 21 de mayo de 2022

Durante su mandato ha realizado varios viajes al extranjero. Se ha reunido con otros líderes, como durante la Cumbre de la OTAN Madrid 2022, convirtiéndose en el primer líder surcoreano en hacerlo. También asistió a la Séptima Conferencia de Reposición de la Asamblea General de las Naciones Unidas y del Fondo Mundial en la ciudad de Nueva York; donde se reunió con el presidente de Estados Unidos, Joe Biden. Durante su mandato, ha experimentado varios errores diplomáticos, principalmente durante visitas al extranjero.
El 4 de agosto de 2022, la presidente de la Cámara de Representantes de los Estados Unidos, Nancy Pelosi, visitó Corea del Sur, como parte de una gira por Asia, Yoon rechazó reunirse con ella, afirmando que se encontraba de vacaciones.

## Posiciones políticas

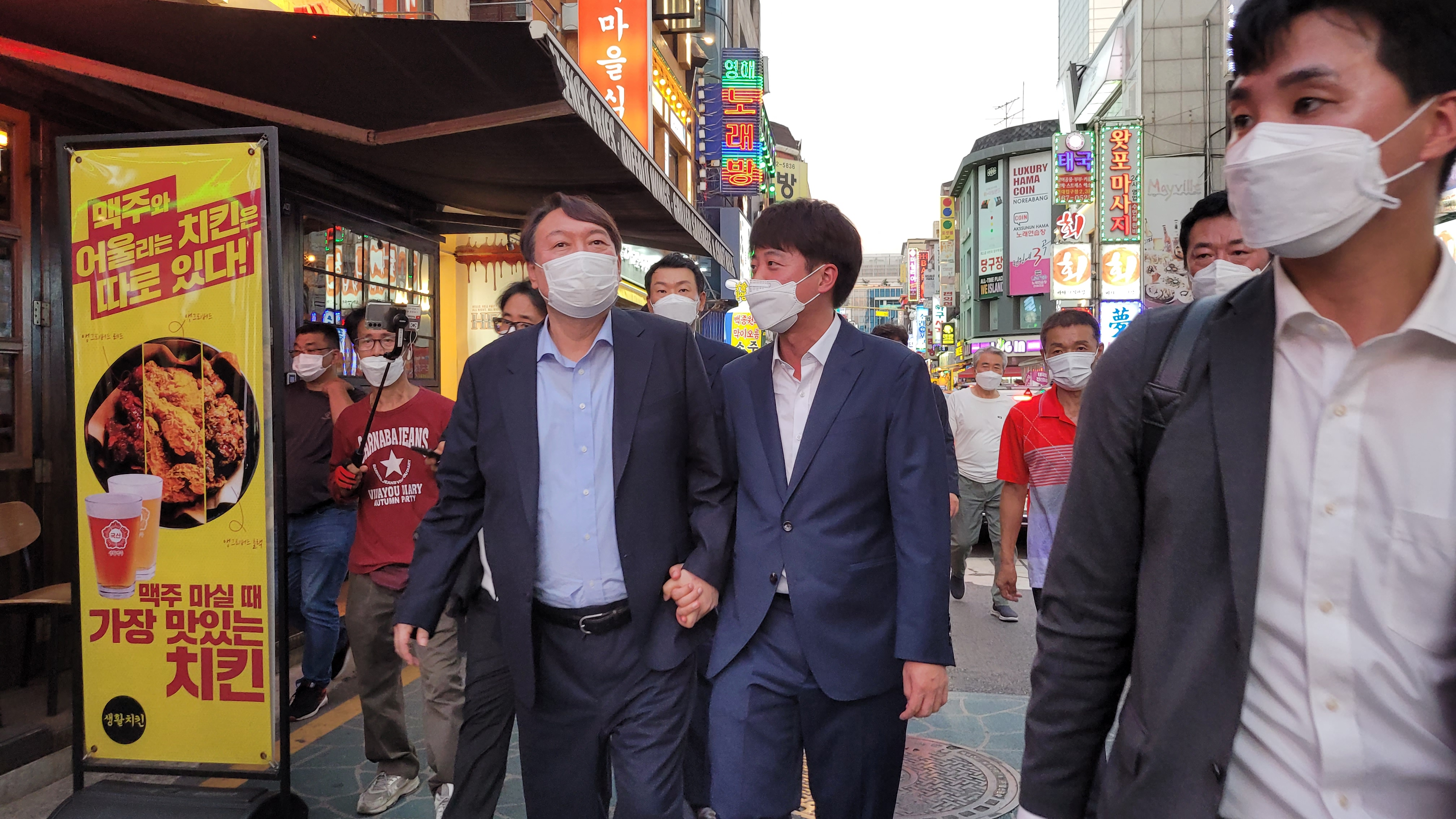
Yoon Suk-yeol (izquierda) con el líder del PPP, Lee Jun-seok (derecha)

Yoon y varias personalidades lo definen como conservador. Sin embargo algunos comentarista políticos definen su inclinación política hacia el libertarismo.
Sus opositores lo describen como un populista de derecha. La candidata presidencial Sim Sang-jung, del Partido de la Justicia, describió al PPP liderado por Yoon como populismo de extrema derecha. El exministro de finanzas y candidato presidencial independiente Kim Dong-yeon, también lo ha descrito como populista. Yoon rechaza dichas declaraciones y ha declarado al Partido Demócrata, como populista.
También se opone al intervencionismo económico del gobierno. Y se ha declarado a favor del liberalismo económico.
Yoon está a favor de que Estados Unidos vuelva a desplegar armas nucleares tácticas en Corea del Sur. Algo que no ocurre desde principios de la década de 1990, después de un acuerdo con Rusia y en un esfuerzo por aliviar las tensiones entre Corea del Norte y Corea del Sur. Dichas declaraciones fueron rechazadas por Estados Unidos y China.
En el plano económico, anunció que quería suprimir la semana laboral de 52 horas y no fijar un límite máximo de horas de trabajo, al tiempo que suprimía el salario mínimo surcoreano.

## Vida personal
Yoon está casado con Kim Keon-hee desde 2012. Kim Keon-hee es la presidenta de Covana Contents, una empresa que se especializa en exposiciones de arte.